# 人魂

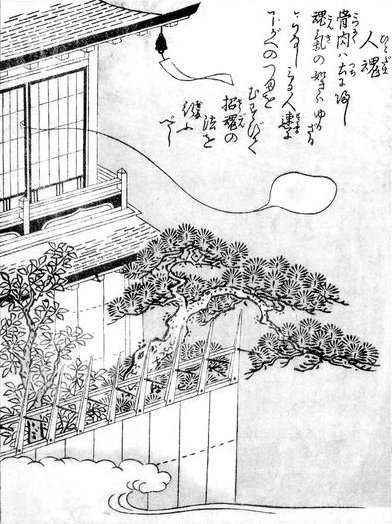
鳥山石燕『今昔画図続百鬼』より「人魂」

人魂（ひとだま）とは、主に夜間に空中を浮遊する火の玉（光り物）である。古来「死人のからだから離れた魂」と言われており、この名がある。

## 概説
古くは古代の文献にも現われており、現代でも目撃報告がある。また同様の現象は外国にもあり、写真も取られている。
万葉集の第16巻には次の歌が掲載されている。
鬼火（おにび）、狐火などとも言われ混同されることがあるが、人魂は「人の体から抜け出た魂が飛ぶ姿」とされるものであるので、厳密には別の概念である。
形や性質について語られる内容は、全国に共通する部分もあるが地域差も見られる。余り高くないところを這うように飛ぶ。色は青白・橙・赤などで、尾を引くが、長さにも長短がある。昼間に見た例も少数ある。
沖縄県では人魂を「タマガイ」と呼び、今帰仁村では子供が生まれる前に現れるといい、土地によっては人を死に追いやる怪火ともいう。
千葉県印旛郡川上村（現・八街市）では人魂を「タマセ」と呼び、人間が死ぬ2,3日前から体内から抜け出て、寺や縁の深い人のもとへ行き、雨戸や庭で大きな音を立てるというが、この音は縁の深い人にしか聞こえないという。また、28歳になるまでタマセを見なかった者には、夜道でタマセが「会いましょう、会いましょう」と言いながらやって来るので、28歳まで見たことがなくても見たふりをするという。

## 諸説
19世紀末イギリスの民俗学者セイバイン・ベアリング＝グールドは、死体が腐敗して発生したリン化水素の発散が墓の上をただよう青い光を生むということはありそうなことだと考えていた。一説によると、「戦前の葬儀は土葬であったため、遺体から抜け出したリンが雨の日の夜に雨水と反応して光る現象は一般的であり、庶民に科学的知識が乏しかったことが人魂説を生み出した」と言われるが、人や動物の骨などに多く含まれるリン酸は自然発火しないので該当しない。ただし、リン化水素は常温では無色腐魚臭の可燃性気体で、常温の空気中で酸素と反応して自然発火する。
昔から、蛍などの発光昆虫や流星の誤認、光るコケ類を体に付けた小動物、沼地などから出た引火性のガス、球電、さらには目の錯覚などがその正体と考えられた。例えば寺田寅彦は1933年（昭和8年）に帝国大学新聞に寄稿した随筆の中で、自分の二人の子供が火の玉を目撃した状況や、高圧放電の火花を拡大投影した像を注視する実験、伊豆地震の時の各地での「地震の光」の目撃談に基づき、物理的現象と錯覚とが相俟って生じた可能性を述べている。実際に可燃性ガスで人工の人魂を作った例もある（山名正夫・明治大学教授のメタンガスによる実験、1976年ほか）。
1980年代には、大槻義彦が「空中に生じたプラズマである」と唱えた 。
だが、上記の説明群では説明できないものもあり、様々な原因・現象により生じると考えられる。